# پابلو رودریگز (بازیکن فوتبال، زاده ۱۹۸۵)
پابلو رودریگز (انگلیسی: Pablo Rodríguez؛ زادهٔ ۲۰ ژوئیهٔ ۱۹۸۵) بازیکن فوتبال اهل اسپانیا است.
از باشگاه‌هایی که در آن بازی کرده‌است می‌توان به باشگاه فوتبال اتنیکوس اچنا، باشگاه فوتبال کایا ایلویلو، و پرسپام مدورا یونایتد اشاره کرد.